# Saint-Christophe (Tarn)
Saint-Christophe é uma comuna francesa na região administrativa de Occitânia, no departamento de Tarn. Estende-se por uma área de 14,47 km². Em 2010 a comuna tinha 131 habitantes (densidade: 9,1 hab./km²).